# Список умерших в 938 году

## Июль
- 28 июля — Танкмар, единственный сын короля Германии Генриха I Птицелова от первого брака с Хатебургой Мерзебургской[1].

## Дата смерти неизвестна или требует уточнения
- Исэ, японская поэтесса[2].